# David Brainerd
David Brainerd (20. dubna 1718 Haddam – 9. října 1747 Northampton) byl americký misionář amerických indiánů (původních obyvatel), který vedl úspěšnou službu zejména mezi indiány kmene v Delaware (zvaný Lenape) v New Jersey. V průběhu svého krátkého života se potýkal s mnoha těžkostmi. Jeho životopis se proto stal zdrojem inspirace a povzbuzení pro spoustu křesťanů, včetně misionářů jako William Carey, Jim Elliot nebo James Brainerd Taylor (1801–1829), který byl evangelistou Druhého velkého probuzení a Brainerdovým bratrancem.

## Životopis

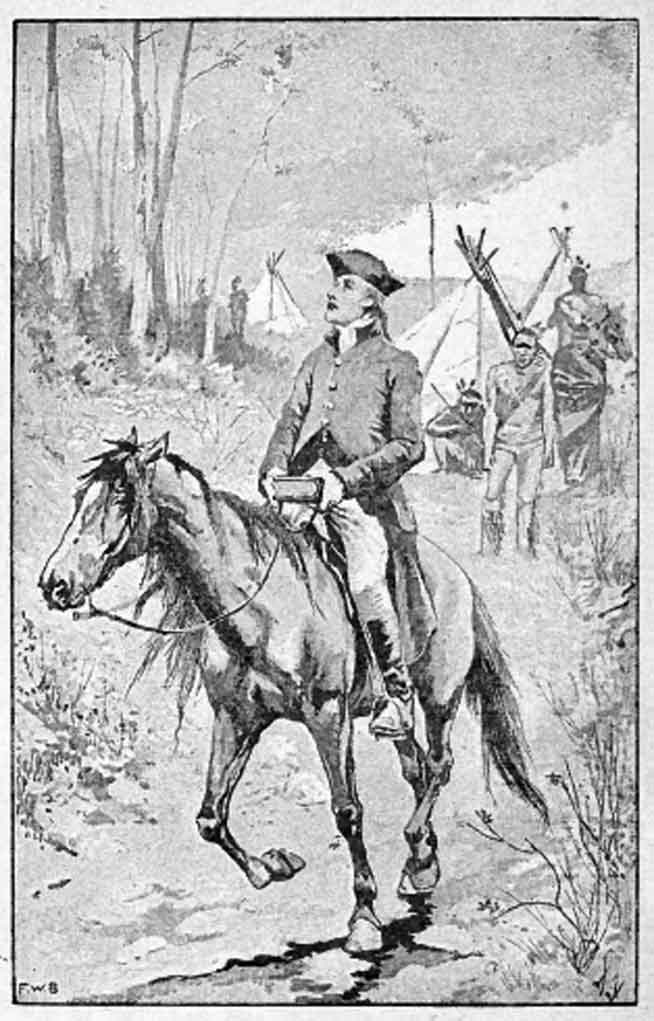
David Brainerd v sedle. Na koni procestoval více než 4 800 km

### Mládí
David Brainerd se narodil 20. dubna 1718 ve městě Haddam v Connecticutu, jako syn Chizkijáše, zákonodárce v Connecticutu a Dorothy. Měl devět sourozenců, jeden z nich byl z Dorotina prvního manželství. Osiřel ve 14 letech, jeho otec zemřel v roce 1727 v 64 letech a jeho matka zemřela o 5 let později.
Po smrti své matky se přestěhoval do East Haddam, aby tam žil se starší sestrou Jerushou. V 18 letech zdědil farmu poblíž Durhamu, ale farmaření neměl příliš v oblibě, takže se o rok později vrátil do East Haddam, aby se připravil na vstup na Yale. Dne 12. července 1739 zaznamenal prožitek „nevýslovné nádhery”, který v něm započal vydatnou touhu velebit Boha, posadit ho na trůn a „hledat jeho Boží království”. To bylo evangelickými učenci interpretováno jako prožití obrácení.

### Příprava na službu
O dva měsíce později se přihlásil na Yale. Ve druhém roce byl poslán domů z důvodu vážné nemoci, kvůli které plival krev. Touto nemocí pravděpodobně byla tuberkulóza, která se stala příčinou jeho smrti o sedm let později. Když se vrátil v listopadu 1740, začalo narůstat napětí mezi členy učitelského sboru a studenty, kvůli přílišnému duchovnímu entuziazmu, který byl podněcován navštěvujícími kazateli jako byli George Whitefield, Gilbert Tennent, Ebenezer Pemberton a James Davenport a jež byl tehdejšími členy sboru vyhodnocen jako přemrštěný. Následně situace vyústila vyhláškou vydanou správci školy v roce 1741 – „Pokud student této vysoké školy, nazve přímo nebo nepřímo rektora, správce nebo učitele pokrytcem, tělesným nebo neobráceným člověkem v případě prvního takového prohřešku učiní doznání v hale, v případě druhého prohřešku bude takový student vyloučen.“ Odpoledne toho stejného dne pozvala fakulta Jonathana Edwardse, aby kázal zahajovací projev, doufajíc, že podpoří stanovisko fakulty, on se však přiklonil na stranu studentů. Brainerd byl vyloučen, když prohlásil o rektoru Chaunceyi Whittelseymu: „nemá více milosti než židle“ a poté se divil proč rektor „nepadl mrtvý na zem“, kvůli jeho vybíráni peněz od studentů za jejich přílišnou horlivost. Později se za první prohlášení omluvil, ale popřel, že by učinil to druhé.
Tato událost Brainerda zarmoutila, zvláště poté, když nedávný zákon dovoloval jmenování duchovních v Connecticutu, pouze pokud dokončili Harvard, Yale nebo evropskou vzdělávací instituci. Musel tedy své plány přehodnotit. V roce 1742 získal licenci kázat od skupiny evangelikálů známé jako „New Lights“. Díky tomu si ho všiml Jonathan Dickinson, přední známý Presbyterián v New Jersey, který se neúspěšně pokusil navrátit Brainerda zpět na Yale. Místo toho bylo navrženo, aby se oddal misionářské práci mezi původními obyvateli Ameriky (Indiány) za podpory Skotské společnosti pro rozšiřování křesťanského vědění. K této práci byl vybrán 25. listopadu 1742.

### Vstup na misii
Dne 1. dubna 1743, po krátké době strávené službou ve sboru na Long Islandu, začal pracovat jako misionář pro americké indiány, s čímž pokračoval až do pozdního období roku 1746, kdy mu zhoršení zdravotního stavu znemožnilo nadále pracovat. Tuberkulóza je obecně považována za nemoc, kterou začal trpět už na Yale, ale ke zhoršení zdravotního stavu došlo, jakmile vstoupil na misijní pole. V posledních letech svého života trpěl také jistou formou deprese, která občas zapříčinila jeho znehybnění a taktéž přání smrti a to v alespoň 21 případech. Také ho postihly jiné těžkosti, kterým čelili i jiní misionáři v jeho době, jako je samota a nedostatek potravy.
Jeho prvním úkolem bylo pracovat v Kaunameeku, v osadě Mohykánů, poblíž dnešního města Nassau v New Yorku, 20 nebo 30 mil od misionáře Johna Sergeanta, který pracoval v Stockbridge v Massachusetts. Brainerd zde zůstal po dobu jednoho roku. Během této doby založil školu pro indiánské děti a začal s překladem Žalmů.
Následně byl přeřazen na práci s Indiány v Delaware, podél řeky Delaware, severovýchodně od města Bethlehem v Pensylvánii, kde zůstal jeden rok, během něhož byl vysvěcen farností Newark. Poté se přesunul do Crossweeksung v New Jersey, kde měl nejplodnější službu. Během jednoho roku se indiánský sbor rozrostl na 130 členů, kteří se v roce 1746 přesunuli do Cranbury, kde založili křesťanskou komunitu.

Během těchto let odmítl několik nabídek stát se pastorem. Neopustil tak misijní pole a to včetně jednoho sboru v East Hampton na Long Islandu. Zůstal odhodlaný pracovat mezi Indiány a to navzdory mnoha těžkostem. Do deníku si poznamenal:
	Nemohl bych mít žádnou svobodu v myšlení za jakýchkoli jiných okolností nebo podnikání v životě: Veškerou moji touhou je obrácení pohanů na víru, a veškerá moje naděje je v Bohu: Bůh mi neztrpí, abych se těšil nebo utěšoval nadějemi na hledání přátel, navrátil k mé drahé známosti a užíval si světských potěšení.

### Smrt
V listopadu 1746 byl už příliš nemocný, aby mohl pokračovat ve službě, přestěhoval se proto k Jonathanovi Dickinsonovi do Elizabethtownu. Po několika měsících odpočinku se přesunul do Northamptonu v Massachusetts, kde zůstal v domě Jonathana Edwardse. Po výletu do Bostonu v létě téhož roku, zůstal v Edwardsově domě až do své smrti následujícího roku. V květnu 1747 mu byla diagnostikována nevyléčitelná tuberkulóza. V posledních měsících svého života hodně trpěl. Ve svém diáři ke dni 24. září, Brainerd napsal:

   Největším utrpení, jaké jsem kdy vydržel, majíce neobvyklou formu škytavky; která mě buď dusila a nebo mě nutila zvracet.

Během této doby ho ošetřovala Jerusha Edwards, Jonathanova sedmnáctiletá dcera. Přátelství, které mezi nimi vzniklo bylo tak silné, že to některé vedlo k domnění, že byli romanticky spřízněni. Brainerd zemřel na tuberkulózu 9. října 1747 ve věku 29 let. Je pohřben na hřbitově Bridge Street v Northamptonu, vedle Jerushy, která zemřela v únoru 1748 na tuberkulózu, kterou dostala, když se o Brainerda starala. Jeho náhrobní kámen obsahuje tento epitaf:

Na počest památce Rev. Davida Brainerda. Věrného a pracovitého misionáře indiánských kmenů Stockbridge, Delaware a Sasquehanna, který zemřel v tomto městě. 10. října 1747, ve věku 32 let.

## Odkaz

### Dopad na církev a misii
Na víru obrátil spoustu lidí, nicméně známým se stal až v 19. století (1800–1899), kvůli knihám, které o něm byly publikovány. Jeho deník byl vydala na dvě části roku 1746 Skotská společnost pro rozšiřování křesťanského vědění.
Brainerdův vliv na budoucí generace může být jistě přisuzován biografii, kterou sepsal Jonathan Edwards, která byla poprvé vydána roku 1749 pod názvem An Account of the Life of the Late Reverend Mr. David Brainerd. Edwards věřil, že biografie o Brainerdovi by byla velmi hodnotná a odložil kvůli tomu i anti-Arminianské pojednání, které psal (později vydané jako Freedom of the Will). Výsledkem bylo vydání upravené verze Brainerdova deníku, která neobsahovala pasáže zobrazující jeho zoufalství. Deníku se dostalo okamžitého přijetí. Teolog 18. století John Wesley nabádal: „Nechme každého kazatele pozorně přečíst o životě Davida Brainerda”. Šlo o nejvíce vydávanou Edwardsovu knihu, která nikdy nechyběla na pultech a ovlivnila mnoho následujících generací, zejména kvůli Brainerdovu odhodlání a zapálení pro jeho práci navzdory mnohým utrpením a zkouškám. Clyde Kilby shrnul Brainerdův vliv jako založený na faktu, že „v naší bázlivosti a našem chatrném oportunismu jsme vždy rozrušení, když se člověk objeví za horizontem ochoten riskovat veškerá jeho přesvědčení”. Od 18. století nacházeli ostatní misionáři v této biografii inspiraci a povzbuzení. Misionář Gideon Hawley napsal uprostřed potíží:
Potřebuji, hrozně potřebuji něco víc, než jen lidskou a přirozenou podporu. Čtu svou Bibli a Brainerdovu biografii, jediné knihy, které jsem si vzal sebou a z nich mám trochu té podpory.
Další misionáři, kteří tvrdili, že Jonathan Edwards a jeho vydání Brainerdovy biografie ovlivnil jejich životy byli Henry Martyn, William Carey, Jim Elliot a Adoniram Judson.
Nová edice obsahující Brainerdovy žurnály a dopisy byla vydána Sereno E. Dwightem v New Havenu roku 1822. V roce 1884 byla vydána v podstatě jako nová edice The Memoirs of David Brainerd, upravená Jamesem M. Sherwoodem. Brainerdovy zápisky obsahují zamyšlení nad podstatou nemoci, která vedla k jeho smrti a její souvislostí na jeho vztah s Bohem.
David Belden Lyman (1803–1868), misionář na Havaji, byl v Americe 19. století jedním z mnoha, kteří pojmenovali svého syna po Davidovi Brainerdovi (David Brainerd Lyman, 1833–36, a další David Brainerd Lyman, 1840–1914).

### Dopad na vyšší vzdělání
Brainerdův život hrál určitou roli při zakládání Princeton College a Dartmouth College. The College of New Jersey (později Princeton) byla založena z důvodu nespokojenosti Presbyteriánského synodu z New Yorku a New Jersey s Yale. Vyloučení Brainerda a následné zamítnutí jej znovu přijmout bylo důležitým faktorem, který přiměl jednotlivce jako Jonathana Dickinsona a Aarona Burra, aby tak činili kvůli své nespokojenosti. Vyučování začalo v Dickinsonově domě v květnu 1747, zatímco se tam Brainerd léčil. Dartmouth College vychází ze školy založené mužem jménem Eleazar Wheelock jakožto vzdělávací instituce pro původní obyvatele Ameriky a kolonisty v roce 1748. Wheelock byl inspirován Brainerdovým příkladem pro vzdělávání Indiánů.
Navzdory Brainerdovu vyloučení z Yale po něm univerzita pojmenovala budovu (Brainerd Hall at Yale Divinity School). Jedná se tak o jedinou budovu v kampusu pojmenovanou po studentovi, který byl vyloučen. Dále po něm byla pojmenována křesťanská škola David Brainerd Christian School.